# Église de la Miséricorde de Braga
Pour les articles homonymes, voir Église de la Miséricorde.
L'église de la Miséricorde est située dans le centre historique de la ville de Braga, dans le district du même nom, au Portugal.
C'est l'un des seuls monuments Renaissance de la ville. Elle fait partie de l'ensemble des bâtiments de la cathédrale de Braga. Elle appartient à la Santa Casa da Misericórdia de Braga.
Elle est classée Immeuble d'Intérêt Public depuis 1977.

## Histoire
Elle a été construite entre 1560 et 1562, à l'époque de l'archevêque D. Frei Bartolomeu dos Mártires (1559-1558).
Au fil des siècles, elle a subi plusieurs rénovations et a acquis son aspect actuel en 1891.

## Source de traduction
- (pt) Cet article est partiellement ou en totalité issu de l’article de Wikipédia en portugais intitulé « Igreja da Misericórdia de Braga » (voir la liste des auteurs).